# 小錦八十吉 (1963年生)

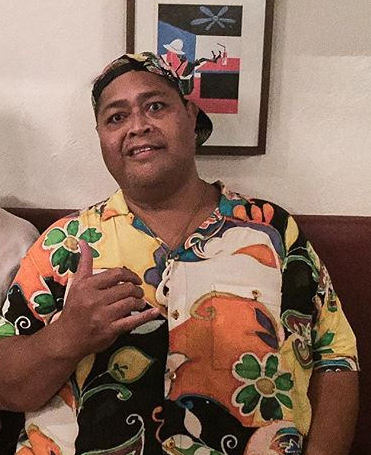
アロハシャツを着た小錦（2015年）

小錦 八十吉（こにしき やそきち、1963年〈昭和38年〉12月31日 - ）は、アメリカ合衆国ハワイ州ホノルル出身で高砂部屋に所属し現在は日本国籍（帰化）の元大相撲力士。本名同じ。株式会社伝元所属のタレント。

## 概要

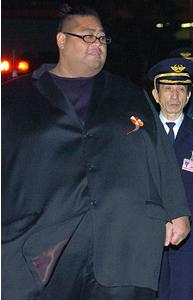
KONISHIKI（2005年・減量前）

KONISHIKI（コニシキ）の芸名でタレント活動を行っていた時期があった。他に子供向け教育番組などでコニちゃんの芸名を使用することもある。本名の旧姓は塩田、米国籍時代の本名はサレバ・ファウリ・アティサノエ (Saleva'a Fuauli Atisano'e)。帰化以前の大相撲時代にはサレバ・アティサノエと記載されたこともある。愛称はサリー、コニちゃん、黒船。現在の体格は身長184cm、体重153kg。血液型はAB型、星座は山羊座。
関取時代のプロフィールは、身長187cm、体重275kg（最重量時は285kg）。ロンドン巡業では当時大相撲史上最重量の巨体を形容する「ダンプトラック」の異名が与えられた。得意手は突き、押し、きめ出し。最高位は東大関（外国出身初）。横綱を含む幕内力士としては3人目の小錦である。
生粋のハワイアンではなく、両親はサモアからの移民でサモア系アメリカ人でもある。10人兄弟姉妹の8番目（上から6人はサモア生まれ、小錦含む下の3人はハワイ生まれ、1人は従姉妹）。兄はアントニオ猪木と格闘技で戦ったこともあるアノアロ・アティサノエ。親族の中にアメリカのgangsta rapグループ、Boo Yaa T.R.I.B.E.のメンバーがいる。
2002年8月に母を亡くし、2020年1月に父が他界した。相撲を引退してからは、時間を見つけてはハワイに帰ってパパやママと一緒に過ごしたので悔いはないと語っている。

## 来歴

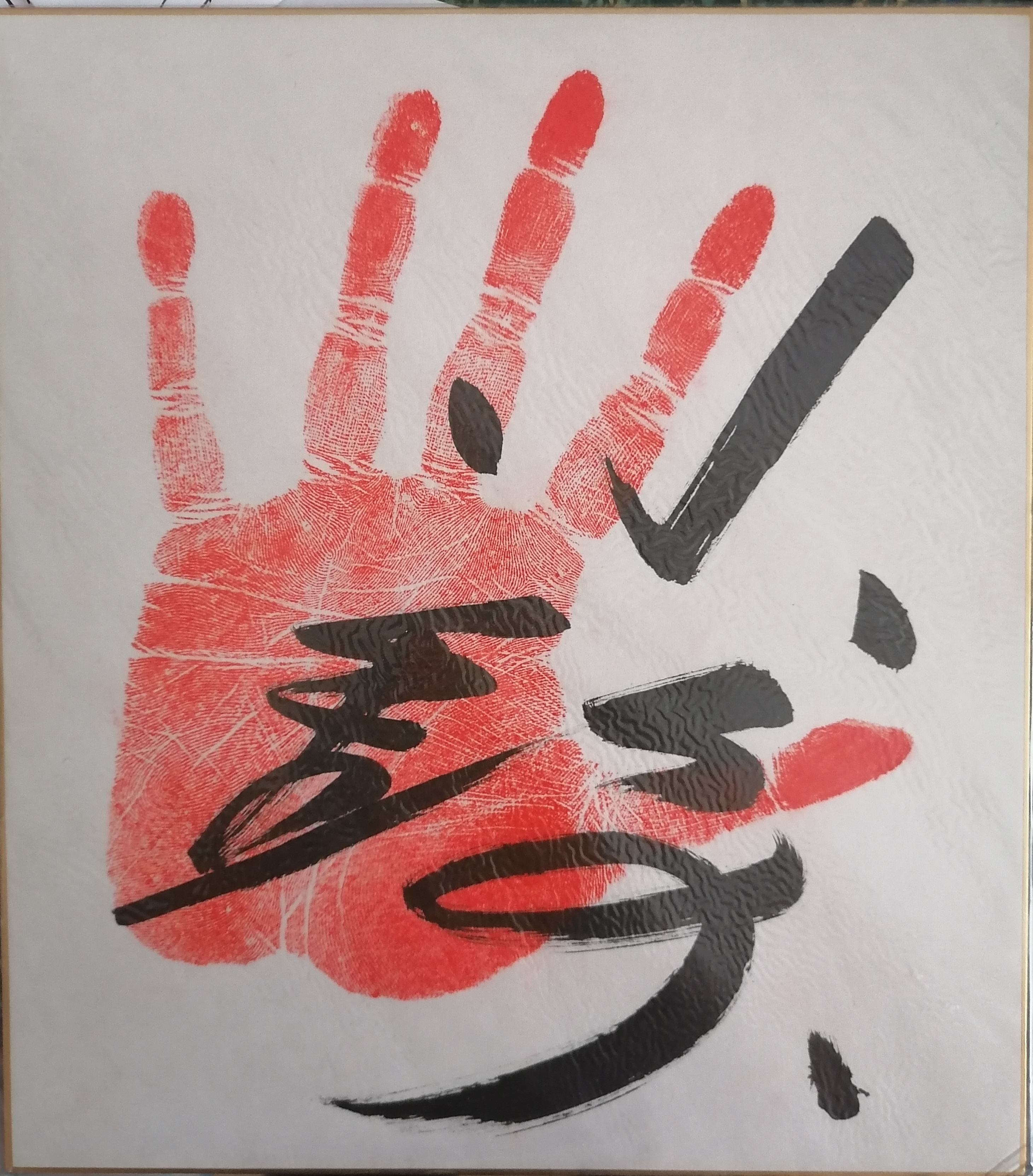
手形サイン

元大関で現役引退後は当初、年寄・佐ノ山を襲名し高砂部屋の部屋付き親方として後進の指導にあたっていたが、タレントに転向。旧芸名は四股名をローマ字で表記した「KONISHIKI」であった。「小錦八十吉」は高砂部屋の由緒ある四股名であり芸名としての使用は許可されなかった。名字は前妻の「塩田」を名乗っており、「小錦」と改姓した時期はその後、前妻と離婚し再婚した後である。芸名としては認められなかったが本名としては認められた。株式会社KP（Konishiki Powerの略）を設立して活動し、特にCMで好評を博した。歌手としてもアルバム「Konishiki KMS」「Konishiki Simply」を出した。2003年5月には東京ドームシティでレストラン「あんばらんす」を出店した。しかし、2010年5月に今後はハワイアン歌手としての活動を除き、本名の小錦八十吉名義で活動することを自身のブログで公表した。

### 入門〜「ハワイの黒船」
サモア系移民の家庭に生まれ、貧しいながらも敬虔なキリスト教徒である厳格な両親の元で育てられた。小学校時代から成績優秀かつ運動万能であり、水泳、陸上競技、バスケットボールに親しんだ。私立高校に入ると真面目だった素行が悪化して毎日喧嘩に明け暮れ、兄と2人で親戚の救援に駆け附けて、バットで右眼が見えなくなる程に殴られたにもかかわらず20人を倒したり、教会の賛美歌の練習を怠けて遊びに行ったのが父に知られて背中をホースで叩かれた事もある。父によりハワイ大学附属高校へ転校させられると更生し、スポーツと学業に取り組むようになった。アメリカンフットボール部ではオフェンスラインマンとして活躍し、4年次に主将を務めた。ハワイ州高校オールスターにも選ばれる一方、パワーリフティングではスーパーヘビー級選手としてハワイ州選手権者になるほど活躍した。学業では特に数学が得意で、将来はシラキュース大学へ進学して弁護士を目指そうとしていた。他にも吹奏楽団でサックス担当として本土へ演奏旅行に出かける事もあった。その後、知人を通じて高見山と知り合う。
1982年（昭和57年）5月にホノルルで完成した「高見山記念土俵」の土俵開きと墓参りで訪ねて来た高見山から熱心に勧誘されたため、泣いて反対する母を説得して1982年（昭和57年）6月に高砂部屋へ入門した。成田空港に到着した小錦はTシャツと民族衣装の巻きスカートを着用しており、小さな鞄の中には服や聖書、家族写真に加え母親が持たせてくれた5000円札1枚だけが入っていた。初土俵は同年7月場所で、新弟子検査では体重計の目盛を振り切ってしまい、急遽もう1台用意して脚を片方ずつ乗せて測定（1台では150kgまでしか測れなかったため、105kg+70kgと記録されている。）したり、腕が太すぎて血圧計が使えないなどの逸話を残した。足のサイズは35cmあった。国技館に常設されている力士専用トイレの個室便器は、彼には小さすぎたため後に陶器メーカーが特注品を納品した。
入門すると高砂親方（元横綱朝潮）に押し相撲の基礎を教え込まれる。稽古では廻しを取ったり変わったりすると竹刀で容赦なく殴られた。入門当初は兄弟子からいじめを受けることがあり、暴行を受ける、身の回りの物を頻繁に隠される、故郷の親や友人から届いた手紙を捨てられるなどの仕打ちを受けた。小錦はその場では仕返しせず、代わりに稽古で土俵に上がった時にいじめた相手を打ち負かすことで、兄弟子たちへの「復讐」をしていたという。それ以来、部屋内で小錦をいじめる者は誰もいなくなった。若い頃は高見山に稽古をつけられ、言葉や習慣の違いについても相談相手になってもらったという。また水戸泉もよき理解者で、水戸泉が優勝した場所では小錦が自ら優勝旗手を務めた。小錦も、昇進後は後輩の外国出身力士の面倒をよく見たといい、部屋の後輩である南海龍の酒癖を大層心配して飲みに行った際、南海龍が席を立った隙に酒と烏龍茶をすり替えてしまったという逸話などが伝わっている。後の横綱である武蔵丸も入門当初から目をかけられており、ウエイトトレーニング器具を買ってもらうなど私生活でも上下関係を廃して接する間柄にあったという。
1984年7月場所、初土俵から所要12場所で新入幕。入幕2場所目、蔵前国技館での本場所開催が最後だった1984年（昭和59年）9月場所、前頭6枚目の地位で初顔合わせの千代の富士、隆の里の両横綱からそれぞれ初金星を奪い、千代の富士には完勝、さらに横綱昇進を目指した大関の若嶋津も倒すなど上位陣をなぎ倒し、12勝3敗、殊勲賞と敢闘賞を獲得し「黒船来航（別名：襲来）」「小錦旋風（別名：台風）」と恐れられた。千代の富士も「突っ張られていると言うより、蹴られている」と評する突き押しと印象的な「逆くの字」の守りに加え、この頃は「足腰も高見山とは全然違う」と評されるほどに足腰が良く、さらに200キロ超えの巨体にもかかわらず抜群のスピードとバランス感覚を併せ持ち、猪突猛進の攻めのみならず琴風のがぶり寄りをこらえることができるなど守りも非常に堅かった。この時代が最強だったという見方は根強い。しかしながら、最大の苦手でもある北天佑には初顔以来、6連敗を喫するなど壁も多かった。実力の反面猪突猛進な取り口や、地元紙のインタビューで発言したとされる「相撲は喧嘩だ」の発言（「相撲はファイト」と言ったことが誤解されたという）等の過激な発言が「品格に欠ける」として一部で物議となり、小坂秀二に至っては「小錦は二場所連続優勝でも横綱にすべきではない」と雑誌の連載で表明していたほどであった。
1986年（昭和61年）1月場所小結で10勝、3月場所同じく小結で12勝を挙げた。特に3月場所は12番全ての決まり手が基本技であったことから前に出る相撲に徹したことが認められた形で技能賞を獲得した。関脇に復帰し大関昇進を懸けた5月場所（この場所は関脇）だったが7日目まで3勝4敗と不調、さらに8日目では小錦と同じ「花のサンパチ組」（昭和38年生まれ）のライバルだった、当時大関の北尾（のち第60代横綱・双羽黒）との対戦で、取り直しの一番で小錦がつり上げようとした所で北尾が鯖折りをかけ、両者合わせて400kg以上の体重が小錦の右膝に集中、耐えきれずにじん帯を損傷・骨折という大怪我を負ってしまう。この負傷により2場所連続休場（当時は公傷が適用された）を余儀なくされ再び平幕の地位に転落、大関獲りも一旦振り出しとなる。
その後も右膝のケガはついに完治することなく、現役時代はこの後遺症に苦しんで好不調の波が大きくなり、大相撲史上最重量のその身体（当時約240kg）をむしろ持てあますことが多くなった。プッシュ戦法がツボにはまれば無敵であるが、一歩間違うと驚くほどもろいという土俵の繰り返しだった。膝の故障でどうしても稽古を減らさざるを得ず、それが体重を増やし余計に膝を悪化させる悪循環になったという。後年小錦は「筋肉の質が硬かった。武蔵丸の方が柔軟で僕より全然頑丈だった」と自身の体質について述懐している。
なお、それから翌年の1987年（昭和62年）3月場所8日目には、当時気鋭の大関であった北天佑との対戦で、皮肉にも北天佑の膝に小錦の全体重がのしかかる形で致命的な負傷を負わせてしまう。取り直しの一番では、北天佑が膝のケガを痛がっていることを察した小錦がケガを庇いながらそっと寄り切るという内容で勝利するも、翌9日目から北天佑は2場所連続休場（公傷適用）となった。

### 外国出身力士初の大関誕生
前頭4枚目から出直しとなった休場明けの1986年9月場所は12勝3敗の好成績で、翌11月場所は関脇に復帰。1987年1月場所で10勝、同年3月場所で11勝、そして再び大関昇進を懸けた同年5月場所では12勝を挙げ、3場所関脇の地位で合計33勝12敗を挙げ、5月場所後に小錦は念願だった大関昇進を果たす。さらに外国出身力士としては史上初めての大関誕生ともなった（同時に大関・北勝海も第61代横綱に昇進した）。
それから横綱を期待されたものの、最大の苦手北天佑に苦杯を嘗めさせられたり、膝の故障の影響で勝ち越しても8・9勝止まりの成績が続いたり、1988年（昭和63年）9月場所は3勝12敗という、15日制における大関としての皆勤最多敗タイ記録（当時、現在では2009年3月場所の千代大海・2016年5月場所の照ノ富士の2勝13敗）の大敗を喫してしまう。また同年9月場所直後には、面倒を見ていた弟弟子の元幕内・南海龍が飲酒をめぐるトラブルから突如廃業し、さらに数日後師匠の高砂親方が心労の影響からか脳溢血で急死するなど身辺でも不幸が相次いだ。元号が昭和から平成に変わった1989年（平成元年）1月場所は3勝8敗と負け越してから途中休場、同年9月場所も皆勤ながら5勝10敗と負け越したりで、勝ち越しても最後まで優勝争いに加わる成績はほとんど残していなかった。

### 悲願の幕内初優勝・綱取り挑戦
しかし次の11月場所、小錦は通算4度目の大関角番ながら絶好調、初日からストレートの8連勝で角番脱出。12日目に北勝海に敗戦となり連勝は11でストップしたが、最後まで優勝を争った千代の富士には、13日目の直接対決で勝利する。そして千秋楽では琴ヶ梅に勝って14勝1敗、ようやく悲願だった幕内初優勝を果たした。小錦は髙見山に次いで、史上2人目の外国出身の優勝力士となった。なお初優勝を決めた瞬間、小錦は勝ち残りの土俵下で思わず涙を流している。当時のマスコミはその小錦の涙を「歓喜にむせぶ男泣き」と報道したが、実はそれは嬉し泣きではなかった。小錦は引退後に「なぜもっと早く優勝できなかったのか」と、余りの悔しさで思わず泣いてしまったのだ、と説明していた。このコメントは有名なエピソードである。
翌1990年（平成2年）1月場所では小錦自身初めての綱取りに挑戦。序盤戦は5連勝したものの、中盤戦で5連敗してしまい失敗、終盤戦5連勝の10勝5敗に終わった。同年3月場所では千秋楽、横綱北勝海・関脇（当時）霧島と三人共に13勝2敗同士の優勝決定戦（巴戦）に進出。巴戦の1戦目では小錦が北勝海を下し、2戦目の霧島に勝てば小錦の優勝だったが惜しくも敗戦。3戦目は北勝海が霧島に勝利し、4戦目に再び小錦が土俵に上がったが、最後は北勝海の下手投げに敗れてしまい、結果幕内優勝は横綱北勝海、小錦と霧島は優勝同点に留まった（3月場所後に関脇・霧島は大関昇進となる）。
千代の富士が引退した1991年（平成3年）から安定期を迎え、同年5月場所から翌1992年（平成4年）3月場所にかけて6場所で75勝15敗の好記録を残した。1991年5月場所は小錦一人だけ初日から14連勝したが、同場所千秋楽結びの一番では、13勝1敗の横綱旭富士についに負けて15戦全勝優勝はならず。続く14勝1敗同士の優勝決定戦でも再び旭富士に肩透かしで敗れてしまい、逆転で旭富士に優勝を奪われた。それでも同年11月場所は、13勝2敗で2年ぶり2回目の幕内優勝を達成。翌1992年（平成4年）1月場所は12勝3敗（幕内初優勝した貴花田の14勝・優勝次点の曙の13勝に次ぐ3位相当の成績）、さらに次の3月場所は13勝2敗で2場所ぶり3回目の幕内優勝を果たしたが、これが小錦として現役最後の優勝ともなった。
昭和期の横綱昇進の事例と比較しても遜色ない成績を挙げたが、日本相撲協会から横綱審議委員会への諮問はなく、外国出身力士初となる横綱昇進は果たせなかった。3月場所後の横審では出席委員の半数から「協会から横綱昇進の諮問を予想していた」とされ、これに対し出羽海理事長は「ここ3場所は素晴らしい成績。ただ、真に強い横綱を誕生させるため、もう1場所見守って欲しい」と説明した。また3月場所前に委員の一人児島襄が雑誌文藝春秋4月号上で「『外人横綱』は要らない」と寄稿したことを念頭に、「力士が外国籍であることで（横綱昇進に）障害になることはない」とこの横審で確認した。
その3月場所後、小錦自ら「横綱になれないのは人種差別があるからだ。もし自分が日本人だったらとっくに上がっているはずだ」と語ったという趣旨の記事がニューヨーク・タイムズに掲載された。また日本経済新聞にも「小錦が横綱になれないのは人種差別のせいだ」といった趣旨の記事が掲載された。これらの件に関し、小錦はニューヨーク・タイムズの記事については小錦自身ではなく、自身の付き人である幕下力士・高竜（ハワイ出身）が本人に成り済まして電話で答えたものであり、日本経済新聞の記事についても「人種差別とは言っていない」と弁明した。しかし、これらの新聞記事の掲載対象となった発言が小錦自身によるものではないかという疑惑からバッシングが発生した。報道陣から取材が殺到し、謝罪会見を開く騒動に至った。高砂親方からも責められて誰も信用できなくなり、もう相撲を辞めてアメリカへ帰ろうとチケットを手配しようと航空会社に電話しようとしたが、当時の妻（後に離婚）に電話線を引き千切られ、「ここで辞めたら誤解されたまま。負け犬のままでいいの？」と泣きながら止められた。
翌5月場所直前、一人横綱の北勝海が現役引退し、横綱空位となる。この5月場所に小錦は再度綱獲りに挑んだが、場所前からけいこ不足を指摘されていて調整不足は否めず9勝6敗に終わり又しても失敗。この5月場所以降成績は徐々に下降、最高でも10勝がやっとで、終盤まで優勝争いに加わる事は無くなった。1993年（平成5年）5月場所で7勝8敗と皆勤負け越しを喫したが、翌7月場所は9勝6敗と勝ち越して6回目の大関角番脱出。しかし9月場所では、蜂窩織炎による高熱のため0勝2敗13休と途中休場。そして同年11月場所、通算7回目の大関角番（当時角番数の最多記録）を迎えたが6勝9敗、2場所連続で負け越したために、ついに在位39場所で大関の座から陥落してしまう。その大関陥落が決まった同場所13日目の対戦相手は、奇しくも同じハワイ出身の後輩で同年1月場所後に横綱に昇進していた曙であった。のちに曙は「先輩の大関陥落が決まる日に正直当たりたくなかった。とても辛い恩返しです」と語っている。一方小錦本人は「仕方がない。でも、いつかはこういう日が来るだろうと覚悟はしていた」と曙とは全く対照的に淡々とコメントしていた。なお大関の晩年時代は突っ張ろうにも足が出なくなっていたため、威力がなく前に落ちやすいので、相手を捕まえて自分の正面に固定して少しずつ運ぶという取り口になっていた。
小錦が大関時代の1987年11月場所後、横綱・双羽黒は師匠らと衝突の末廃業してしまう。これを機に協会・横審とも横綱昇進について極めて慎重な姿勢を取るようになり、上述の関脇時代鯖折りの大怪我もきっかけに「双羽黒は小錦の横綱昇進を阻んだ最大の加害者」と見る好角家も多かった。それでも小錦本人は双羽黒を恨んではおらず、逆に「あのケガがあったから大関になれた」とコメントしている。また小錦は、体重が余りに重すぎて大関時代の安定期は短く、仮に横綱になれたとしても地位を長く守れる程の実力があったかは大いに疑問視されており、むしろ「横綱になれなかったからこそ『名大関』として名を残せたのではないか」という意見が一般的である。
尚小錦の10勝以上の場所は32場所と、最高位が大関の力士としては魁皇の35場所、千代大海の33場所に次ぎ、歴代横綱と比しても中位に位置する。優勝3回で何度も「綱獲り」に手をかけるなど、戦後大関の中でも魁皇らと同様「最強大関」の一人に数えられる。しかし膝の負傷以降万全でない場所での大負けがあり、大関時代の勝率では小錦の.637に対して、同時代の霧島の方が大関在位は短い（16場所）ながら.647とわずかに上回っている。また後年、通算1047勝・幕内879勝など大相撲史上1位の記録を塗り替えた魁皇は、大関在位65場所・幕内優勝5回など大多数が小錦の成績を上回っているものの、大関時代の勝率は.615と小錦を下回っている。

### 大関陥落後
翌1994年（平成6年）1月場所、関脇の地位で10勝以上の成績を挙げれば大関特例復帰となったが、初日から8連敗でストレートの負け越し決定、結局2勝13敗に終わり皆勤場所では自己ワーストの成績となった。次の同年3月場所は、1986年9月場所以来7年半ぶりの平幕（東前頭9枚目）に下がったが、8勝7敗と4場所振りに勝ち越しを決めた。その後平幕上位に復活することは何度かあったものの、三役（関脇・小結）以上への復帰は果たせなかった。それでも「三賞候補？そんなのいらないよ。目標は1000万円だよ」と言ったりしていた（1000万円は幕内最高優勝の賞金額）。1995年1月場所9日目の貴闘力戦で水入りの相撲を経験するなど、四つ相撲で持久力のある部分を見せつけることがあった。
それまで大関時代の小錦はどちらかと言えば、若貴兄弟、琴錦ら後進（特に大関候補）に対する憎まれ役を演じ続けていた。しかし大関を陥落してからその後、さらに幕尻近くまで落ちても現役に執着するその姿は、最盛期にも勝る人気を得た。特に同じく大関から陥落していた霧島との平幕対決は、小錦の突っ張りか霧島の投げか目が離せないほどのライバル関係にあり、それは北の湖と輪島に似たものがあった。その良きライバルの霧島との幕内成績は、38回対戦して19勝19敗の全くの五分であった。また土俵上だけでなく悩みがあったときには、この2人は励まし合っていたという。今でも霧島とは大の仲良しである。また、ハワイ出身の後輩であり横綱に昇進した曙と武蔵丸は、新弟子時代から小錦を大変尊敬していたそうである。
さらに、舞の海との体重差約200kgの異色対戦も、大きな話題になった。初対決は小錦が前頭9枚目だった1994年3月場所で、小錦が勝利した。その2年後、1996年（平成8年）7月場所の対戦では、舞の海が勝ちながらも膝に小錦の体重がまともに圧し掛かり、大ケガをしてしまった。その後、舞の海は2場所連続休場して平幕から十両に陥落するも、1997年（平成9年）5月場所で舞の海が幕内に復帰した時、ずっと心配していた小錦は自分のことのように喜んだという。尚、舞の海とは12回対戦して5勝7敗と負け越している。
前頭2枚目まで番付を戻した1997年（平成9年）9月場所では、初日から3連敗を喫した後4日目から蜂窩織炎で途中休場し、9日目から再出場したものの場所中に左腕まで痛めたこともあってその場所全敗に終わったが、11日目横綱貴乃花戦では立合いと同時に貴乃花を押し込み、土俵際まで追い詰めた。しかし貴乃花の土俵際からの上手投げに小錦は思わず横転し、惜しくも金星獲得を逃したものの、館内は敗れ去った小錦に万雷の喝采を送っていた。
引退前には怪我のため痛み止め薬を一日10錠も飲んでいたが、これが災いし出血性胃潰瘍を発症、巡業先のホテルで大量に下血。体内の血液を40％も失う危険な状態であったが何とか一命をとりとめた。痛み止めのため発症には気付かず、入院中も厚い脂肪のため外科手術ができない上に、これ以上の投薬は危険と判断され、激痛に耐えながら自然回復による治癒を待つしかない状態だった。なお、この時は風邪による体調不良のため休場と公表していた。
廻しの色は大関昇進前が青と水色、大関昇進後は黒を使用していたが、大関陥落後は青や水色に戻していた。

### 現役引退
そして幕尻に近い東前頭14枚目で迎えた1997年11月場所、本人はこの場所限りで勝ち越しても引退することを決め、千秋楽にはハワイにいる家族を呼び寄せる予定でいたという。13日目に琴の若に敗れて負け越しが決まると、取組後に高砂親方（元小結富士錦）の所に報道陣が殺到したため、親方が今場所限りでの小錦の現役引退を示唆してしまう。小錦本人は千秋楽まで土俵に上がる意向だったものの、「死に体で土俵に上がることは許されない」という当時の境川理事長（元横綱佐田の山）の意見により、千秋楽を待たず14日目・三杉里戦の不戦敗を最後に引退することになった。元大関の栃東は小錦が千秋楽の土俵に上がった時に花束を渡そうと考えていたことをスポーツ紙に明かしたが前述の理由より実現できなかった。千秋楽の対戦は寺尾との予定で組まれていたが、先述通り境川理事長の「死に体で土俵には上がれない」という理由により、結局同場所千秋楽の寺尾戦は割り返されて幻となってしまった。引退に際して小錦は「相撲人生に全く悔いはない。ハワイから日本に来ていい思い出ができた。相撲をやって本当に良かった」「2日間取れなかったが、ほかの力士に失礼だから。満足しています。ファンの方には、この場を借りて“15年間ありがとう”と言いたい」と語っていた。1998年（平成10年）2月、都民文化栄誉章を受章した。
その後小錦は、1998年5月場所後の引退相撲で寺尾と最後の対戦を申し入れ、心残りだった寺尾も快く承諾。取組では小錦が寺尾を押し出しての勝利となったが、取組後土俵上で小錦と寺尾はがっちりと握手を交わしていた（それ以前にも寺尾は、小錦らと同じ「花のサンパチ組
」同士だった北勝海と琴ヶ梅の引退相撲で二人共に、最後の取組相手として指名されて勝負していた）。尚小錦は、大関陥落後も関脇以下の地位で24場所取り続けたが、これは当時の歴代最長記録だった（現在は2001年11月場所に大関から関脇へ転落、2013年3月場所で引退した雅山の68場所）。
現役引退後は、取得していた年寄株を使用して年寄「佐ノ山」を襲名、しばらく高砂部屋付きの親方として相撲協会に残ったが、1998年7月場所を以て短期間で退職した。
2007年6月まで、東京新聞夕刊紙上にて「この道」を執筆、横綱昇進問題や南海龍事件など現役時代のエピソードを含めた自分史を自ら語り、今後の進路として音楽プロデューサーの道を歩むことを明かした。
2024年12月4日、妻からの提供による腎臓移植手術を受ける。
現役中からボランティア活動にも積極的に取り組み、阪神・淡路大震災の復興支援などを行った。1997年には「KONISHIKI基金」を設立し、ハワイの子どもへの就学援助や日本との文化交流に力を注いでいる。横綱にはなれなかったが、その存在感・人気は横綱クラスで、人格者として角界の人気・地位を向上させた。実際に横綱空位が要因となって1992年4月から曙が横綱昇進を果たした1993年2月まで最高位が大関の力士としては唯一となる力士会の会長を務めた。また、初めて外国人大関となった小錦の存在が、外国人力士の評価を高める上で大きく役立ったことも高く評価されている。

## エピソード

### 相撲関連
- 現役時代、廻しに付けていた下がりの本数が21本であり、大相撲史上でも高見山と並んで最大級の本数であった[18]。小錦の巨体ぶりを示すエピソードである。
- 「相撲は喧嘩だ」と発言したことがある[19]。
- 福祉大相撲や引退相撲などのイベントでは子供に相撲を知ってもらうため、子供と相撲を取る催しが行われることがあるが、立ち合い直後にわざと転がって負け、子供に勝たせてあげるなど、サービス精神が旺盛だった。
- 幕内に昇進した当時、小錦よりは体格が小柄な大錦という力士がおり、平幕時代の対戦時には「大きな小錦と小さな大錦」等と紹介されることもあった（ただし身長は大錦が186cmと小錦より2cm大きい）。
- 現役時代からそのキャラクターは際立っており、ナショナルアルカリ乾電池のCMに出演する[注 16]などしてTVへの露出は多かった（なお、大関時代に力士のCM出演が禁止されており、それがなければもっと露出は多くなっていたとされている）。引退後は90年代後半に多くのCMに出演した事で『CMの横綱』と呼ばれた事もある。
- 現役時、エアロスミスのアルバム『Big Ones』の裏ジャケットに小錦の取り組み前の姿を正面から撮影した写真が使用され、日本相撲協会から事情を聴取されたことがある。
- パリやウィーンへ遠征に行った際には古い宮殿でレセプションパーティーが行われたが、そうした宮殿にはエレベーターなどないので階段を上らなけれならなかった。ところが小錦の場合は太り過ぎていて1人で階段を登れないので、周囲が小錦の尻を押して階段を上るのを手伝った[20]。
- 1986年5月11日、イギリスのチャールズ皇太子・ダイアナ妃が両国国技館で相撲見物を行った際、大乃国と共に当時の力士代表を務めていた小錦は、着物の上からであったがダイアナ妃に腹を指でつつかれた。この様子を詠んだ当時の川柳が「関取を かつおのように おしてみる」である[21]。
- 2017年1月場所後、稀勢の里が新横綱になったことに関して、小錦は「稀勢の里の横綱昇進は、基準が甘かったという声も聞くね。プロの目から見ても甘いと思うけど、良いんだよ。今回の昇進を逃したら、いつ日本出身の横綱が生まれるか分からない。横綱稀勢の里はどうしても必要なのさ」と語っている。また、稀勢の里が昇進した今回の基準なら小錦も横綱に成れたのでは？と問われた事には「それは余計なことだよ。僕が何か言って変わる？」と一蹴しつつ「僕は通算3回優勝したけど、横綱になれなかった。優勝せずに横綱昇進した人もいるし、基準は時代で変わる。決めるのは横綱審議委員会だよ。僕の夢は叶わなかったけど、素晴らしい相撲人生だったよ」と一歩引いた視点で述べていた。その一方で、多くのモンゴル勢が上位を占める最近の大相撲に「現役力士がテレビに出てタレント扱いされてる。寂しいね。相撲は勝負の世界だから厳しいんだ。土俵で勝てないと稼げない。強くないと何も始まらないよ」と奮起を促している[22][23]。
  - 然し第72代横綱・稀勢の里は新横綱の場所で優勝したが、その2017年3月場所13日目に横綱・日馬富士戦で敗れた際、左大胸から左上腕に掛けての筋肉を部分断裂する大怪我を負う。それに加えて稀勢の里は左足首・腰部・右膝など新たなケガも続き、2018年11月場所は初日から4連敗と絶不調。同場所5日目から横綱として5回目の途中休場（初日から全休は4場所）した事に関し、フジテレビ系列の『とくダネ!』にゲスト出演した小錦は「全然相撲になってないよね。当たりが無いし、受けるばかりで右手も使ってない。平幕と違い横綱は特別だから、苦しい立場になる。先場所（2018年9月）10番勝ったけど、稀勢の里の本来の相撲じゃ無かった」とコメント[24]。更に「稀勢の里のメンタルが心配。一人横綱の機会だったのに、連敗続きじゃお客さん達は失望してしまう」と危惧しつつ、「今の親方と横綱はどう言う間柄で、二人でどんな会話をしたのかと。師匠は番付的に全然下だから、どの位アドバイス出来たのかな？って。気持ちの問題が大きいと思う」等と、田子ノ浦親方（元幕内・隆の鶴）と師弟関係の重要性についても指摘していた[25][26]。その後稀勢の里は、翌2019年1月場所で進退を掛けたが初日から3連敗（横綱連敗記録は単独ワーストの8連敗）を喫し、結局横綱在位12場所の短命で同場所4日目に現役引退を表明した。

### 相撲関連人物の死去に対する対応
- 2006年6月23日、元大関・北天佑こと二十山親方が45歳で死去した際や2024年4月に元横綱・曙が54歳で死去した際に弔問においてアロハシャツ姿で参列した[27]。アロハは出身地のハワイの正装であるが、日本では「リゾート着」として着用されることが多いために、「礼儀を欠く」と勘違いするものも多かったが、日本相撲協会退職後ということや、ハワイの正装であるということが伝わったこともあり批判は起きなかった[注 17]。
- 2016年7月31日、「昭和の大横綱」と言われた第58代横綱・千代の富士こと九重親方が、膵臓癌により61歳で病死。翌8月1日、小錦は記者陣に対して「本当に驚いた。偉大な横綱と一緒に相撲が取れて幸せだった」「やっぱり最初の取組（1984年9月場所14日目）で勝った事が一番の想い出。僕の相撲人生が変わったと思う」「今迄有難う、お世話になりましたという感謝しかない」と追悼のコメントを述べていた[28]。
- 2023年12月17日、小錦と同じ「花のサンパチ組」と称された元関脇・寺尾こと錣山親方が、鬱血性心不全により60歳で逝去。同月19日にフジテレビ系列『めざまし8』に生出演した小錦は、「横綱、大関をいつでも倒せられる相撲取りで、めちゃ盛り上がった。それぞれ型を持った相撲を取っていたが、特に寺尾は突っ張り1本だった」と現役時代を振り返りつつ、「一日中、悲しかったもん」と戦友の死を惜しんでいた[29]。
- 2024年4月、小錦と同じハワイ州オアフ島出身だった第64代横綱・曙太郎が、心不全により54歳で病死。同年12日に自らのＸ（旧Twitter）で曙と第67代横綱・武蔵丸（現・武蔵川親方）と3人揃って、故郷のハワイで撮影した現役時代の若かりし姿のフォトを掲載し、「Rest In Peace Chad…Love you（安らかに眠れ、チャド…愛しているよ）」と英文で投稿[30]。同月14日に曙の葬儀に参列した小錦は、報道陣に対して「相撲を世界に広めた歴史に残る後輩。今では当たり前に外国出身力士が活躍する時代と成ったのも、ハワイ勢が頑張ったから」「思い出は沢山有り過ぎる。40年来の付き合いだから一言じゃ言えない」と、終始沈痛な表情を浮かべていた[31]。

### 交友関係
- 藤波辰爾や加藤博一と親交があり、藤波の影響で（現役中から）ハワイの青少年育成活動に取り組むようになった。
- 同郷のプロ野球選手ベニー・アグバヤニ（元千葉ロッテマリーンズ）と親交がある。
- ヴァン・ヘイレンのデイヴィッド・リー・ロスが日本で生活していた頃、彼に日本語や日本での生活のいろはを指南していた。また、デイヴの自主制作ショートムービー『外人任侠伝〜東京事変』にも出演している。

### 趣味・嗜好・特技
- ハワイに帰った際、友人がパソコンで遊んでいたことでパソコンに興味を抱くようになった。エスカレートしたのは、32歳の誕生日に、曙や武蔵丸からノートパソコンをプレゼントされてからだという。
- 日本の鉄道も好んでいる。というのも、厳格な親に育てられた小錦は約束の時間に遅れるのが嫌いで、その点時間どおりに運行される日本の鉄道を信頼しているのである[32]。小錦は特に新幹線が好きで、2014年の取材で初めて新幹線に乗った日を「1982年の6月20日」と迷わず明言している[33]。

### 私生活・その他
- かつて着用していた服のサイズは10L。10Lの下着は一般人の体が片足部分にすっぽりと入る大きさで、2017年時点では運動会で10Lサイズの衣類に児童2人が入って競走する小学校もあるという[34]。
  - 現役時代、その体格から「小錦は用を足した後、自分でお尻を拭けるのか？」と話題になり、一時は「付け人に尻を拭かせている」という噂がまことしやかに流れた事がある。実際には、一般人のように後ろから手を回して拭く事は出来ないが、前から手を入れる事によって自分で拭いていたという事である。また、飛行機のトイレに入れない場合があったため、搭乗前日から水分を控え、なるべく催さないようにしたが、ある時飛行機の中で大便を我慢できなくなったため、羽織や下着を脱ぎ捨て、パンツ1枚になって無理やり入ったという[8]。
- 2002年6月28日、『徹子の部屋』に出演した際は現夫人との結婚が囁かれていたことから「アメリカのETVというワイドショーでは結婚報道を数秒で済ませるが日本では数週間もしつこく報道する」と批判する一幕もあった[35]。
- 中央競馬の馬券の券種である拡大馬番連勝複式の愛称が「ワイド」に決まった際に、その体型にちなんでCMキャラクターとして採用される。その年のジャパンカップではプレゼンターを務めた。
- 男性不妊に悩んでおり、結婚後に睾丸を切開して精子があるかどうか確かめたがなかったという[36]。
- 2人目の妻とは現役時代に痛めた腰や膝の治療のため訪れた診療所で2000年の夏に出会った。1人目の妻との離婚が成立したばかりの頃で独身となっていたため、綺麗な女性がいたら誰であっても冗談で「結婚してください」と言っていた小錦であったが、次第に意気投合して結婚に至ったという[37]。

## 健康問題
- 相撲協会退職後は度々テレビ番組の企画でダイエットに挑戦したが、減量とリバウンドの繰り返しであった。調子の良い時はまっすぐ歩けるが、体調が悪くなると横ぶれがひどくなり、痛風や糖尿病、ひざの痛みなどで、1か月に1度は入院するようになった。ついに体重が300kgを超え、現役時代に傷めた膝を手術するにも支障がでるばかりか、「このままでは死んでしまう」と思ったため、事務所の社員があらゆるダイエット法を調べた末に胃の縮小手術があることを知り、2006年12月、芸能活動を中止して妻と2人、ハワイに渡った。「会社（芸能事務所KP）のタレントは当時、僕だけ。休んだら誰が社員の給料を払うんだ？」と決心がつかなかったが、妻から「お金がなかったらハワイの家を売ればいい。2人で生きていけば何とかなる。でも今、手術しなきゃ生きることもできなくなるのよ」と後押しを受けて治療に踏み切った[38]。
- 小錦がハワイに渡ったのは、胃の縮小手術に日本の保険が適用されなかったからであったが、手術を受けるには心機能や血糖値を正常にする必要があり、まずは自力でダイエットし、“健康体”にならなければならなかった。1日の食事を5回に少量ずつに分け、1口の食事を2分かけて食べる練習を行い、小錦は後にこの時について「相撲界で1日2食のドカ食いをしていた僕には本当にきつかった」と述懐している。「これじゃあ、せっかくの食事もおいしくないよ」というぼやきを、妻は笑顔で無視し「はい、ゆっくり食べてね」と付きっきりで見守ってくれた。半年間に渡って食習慣改善を行い講習を受けたが中々手術の許可が下りず、ハワイに渡ってから1年1ヶ月後の2008年2月、ようやく胃の縮小手術を受けた[39][注 18]。
- 術後、急激に痩せたので尿酸値が急上昇して持病の痛風が悪化し、痛みで寝たきりになることもあった[40]。しかし手術の甲斐あって3か月で70kg減量し230kgになった[注 19]。2009年7月には174kgまで減り[41]、それまでは座って行っていたコンサートでの歌唱も立って行うことが可能になった[42]。減量で余剰となった皮膚の切除を決意するも脈が1分間に38しかないスポーツ心臓の持ち主だったため、術中術後管理の困難さから手術を承諾する病院捜しに難航するが10時間を費やす大手術で21kg分を切除。体重は153kgとなり既製服も着れるようになった[43][8]。減量中は複数回に渡る膝の手術も行い歩行も改善されている。
- 減量がここまで成功した背景には外科手術のみならず、これまでにない食事制限が関係している。2013年10月15日に都内で行われたオスター『マイブレンダー』の記者発表会に出席した際には「2年くらい食べ方を変えてて、普段は目玉焼き一つにご飯と納豆くらい」と本人が食事量の変化を証言しており、「ほとんど食べ物も置いていない。うちに帰ると刑務所です」とその苛酷さを語った上で「奥さんは世界一の人です」と協力に対する感謝を大いに力説した。[44]一方、胃の縮小出術をしたばかりの頃は効果が絶大であったようで、手術から半年余りは500mlのペットボトル飲料も1日で飲みきれないほどであり、好物の生姜焼きも少し食べると小さくなった胃が痛くなるようになった[45]。最終目標は130kgに設定している（医師が設定した理想体重は135kg前後）。あまりにも急激な減量に成功したためか、詳細を知らぬ人物から「どこか具合でも悪いのですか？」と心配される声も多いという。後妻との結婚により、長生きをしたいと思ったことが、この減量を支える決意になったと語っている。
- 2008年3月 … 310kg
- 2008年6月 … 230kg
- 2009年7月 … 174kg
- 2009年末頃 … 153kg
- 2015年頃より腎機能低下が問題となり、心不全も併発した。2024年、渡航先のアメリカで心不全が悪化し入院。帰国後、妻の小錦千絵より生体腎移植を受けた。本人は妻から腎臓をもらうことに強い抵抗を示したが、妻が押し切ったといわれる。

## 略歴
- 1982年7月場所 - 髙砂部屋入門、初土俵。
- 1983年11月場所 - 新十両。
- 1984年7月場所 - 新入幕。
- 1984年9月場所 - 初の金星（隆の里・千代の富士）、初の三賞（殊勲賞、敢闘賞）受賞。
- 1984年11月場所 - 新三役（小結を飛び越えて関脇に昇進）。
- 1987年7月場所 - 大関昇進。
- 1989年11月場所 - 初の幕内最高優勝（14勝1敗）。
- 1991年11月場所 - 2度目の幕内最高優勝（13勝2敗）。
- 1992年3月場所 - 4人による優勝争い、千秋楽に2敗同士の大関霧島との相星決戦を寄り倒しで下して3度目の幕内最高優勝（13勝2敗）。
- 1993年11月場所 - 大関陥落。
- 1997年11月場所 - 現役引退、年寄・佐ノ山を襲名。
- 1998年5月 - 小錦引退佐ノ山襲名大相撲（断髪式）。
- 1998年9月 - 日本相撲協会を退職、タレントへ転向。

## 大相撲時代の成績

### 通算成績
- 通算成績：733勝498敗95休 勝率.595
- 幕内成績：649勝476敗89休 勝率.577
- 大関成績：345勝197敗43休 勝率.637
- 幕内在位：81場所（当時歴代3位タイ、現在[いつ?]15位タイ）
- 大関在位：39場所（当時歴代3位、現在[いつ?]6位）
- 三役在位：11場所（関脇8場所、小結3場所）
- 連続6場所勝利：75（1991年5月場所～1992年3月場所）
- 通算（幕内）連続勝ち越し記録：12場所（1986年9月場所～1988年7月場所）
- 幕内2桁連続勝利記録：6場所（1991年5月場所～1992年3月場所）
- 幕内12勝以上連続勝利記録：3場所（1991年11月場所～1992年3月場所）
- 連勝記録（通算）：22（1982年7月場所4日目～1983年3月場所10日目・前相撲→三段目時代）
- 連勝記録（幕内）：15（1992年1月場所8日目～1992年3月場所7日目）

### 各段優勝
- 幕内最高優勝：3回（1989年11月場所、1991年11月場所、1992年3月場所）
- 十両優勝：2回（1984年3月場所、1984年5月場所）
- 序二段優勝：1回（1982年11月場所）
- 序ノ口優勝：1回（1982年9月場所）

### 三賞・金星
- 三賞：10回
  - 殊勲賞：4回（1984年9月場所、1986年9月場所、1986年11月場所、1987年1月場所）
  - 敢闘賞：5回（1984年9月場所、1985年5月場所、1985年11月場所、1986年3月場所、1987年5月場所）
  - 技能賞：1回（1986年3月場所）
- 金星：2個
  - 千代の富士：1個、隆の里：1個

### 場所別成績
| | 一月場所 初場所（東京） | 三月場所 春場所（大阪） | 五月場所 夏場所（東京） | 七月場所 名古屋場所（愛知） | 九月場所 秋場所（東京） | 十一月場所 九州場所（福岡） |
| --- | ----------------------- | ----------------------- | ----------------------- | --------------------------- | ----------------------- | --------------------------- |
| 1982年 （昭和57年） | x                       | x                       | x                       | （前相撲）                  | 東序ノ口32枚目 優勝 7–0 | 西序二段56枚目 優勝 7–0     |
| 1983年 （昭和58年） | 西三段目50枚目 6–1      | 西三段目2枚目 6–1       | 西幕下28枚目 6–1        | 西幕下8枚目 4–3             | 東幕下6枚目 6–1         | 西十両12枚目 11–4           |
| 1984年 （昭和59年） | 東十両3枚目 4–5–6       | 西十両10枚目 優勝 13–2  | 東十両2枚目 優勝 11–4   | 東前頭11枚目 8–7            | 西前頭6枚目 12–3 敢殊★  | 西関脇 5–6–4                |
| 1985年 （昭和60年） | 西前頭筆頭 6–9          | 西前頭3枚目 8–7         | 西小結 12–3 敢          | 西関脇 9–6                  | 東関脇 休場 0–0–15      | 西前頭9枚目 11–4 敢         |
| 1986年 （昭和61年） | 西小結 10–5             | 東小結 12–3 敢技        | 西関脇 3–6–6            | 東前頭4枚目 休場 0–0–15     | 東前頭4枚目 12–3 殊     | 西関脇 10–5 殊              |
| 1987年 （昭和62年） | 東関脇 10–5 殊          | 東関脇 11–4             | 東関脇 12–3 敢          | 西大関 9–6                  | 西大関 12–3             | 東大関 8–7                  |
| 1988年 （昭和63年） | 東張出大関 13–2         | 西大関 8–7              | 西大関 8–7              | 西大関 8–7                  | 東張出大関 3–12         | 西張出大関 10–5             |
| 1989年 （平成元年） | 東張出大関 3–9–3        | 西張出大関 10–5         | 西張出大関 9–6          | 西張出大関 8–7              | 西張出大関 5–10         | 西張出大関 14–1             |
| 1990年 （平成2年） | 東大関 10–5             | 東大関 13–2             | 東大関 12–3             | 西大関 10–5                 | 東大関 9–6              | 西大関 10–5                 |
| 1991年 （平成3年） | 西大関 0–1–14           | 西大関 9–6              | 東大関 14–1             | 東大関 12–3                 | 東大関 11–4             | 西大関 13–2                 |
| 1992年 （平成4年） | 東大関 12–3             | 東大関 13–2             | 東大関 9–6              | 西大関 10–5                 | 西大関 9–6              | 東大関 0–2–13               |
| 1993年 （平成5年） | 西大関 10–5             | 西大関 9–6              | 西大関 7–8              | 西大関 9–6                  | 東張出大関 0–2–13       | 東張出大関 6–9              |
| 1994年 （平成6年） | 西張出関脇 2–13         | 東前頭9枚目 8–7         | 東前頭5枚目 5–10        | 東前頭12枚目 8–7            | 東前頭10枚目 8–7        | 東前頭5枚目 6–9             |
| 1995年 （平成7年） | 西前頭8枚目 8–7         | 東前頭3枚目 5–10        | 西前頭7枚目 5–10        | 西前頭13枚目 9–6            | 東前頭5枚目 5–10        | 西前頭10枚目 8–7            |
| 1996年 （平成8年） | 東前頭8枚目 7–8         | 西前頭9枚目 6–9         | 東前頭14枚目 10–5       | 西前頭8枚目 8–7             | 東前頭4枚目 4–11        | 東前頭9枚目 6–9             |
| 1997年 （平成9年） | 東前頭13枚目 8–7        | 西前頭10枚目 6–7–2      | 東前頭14枚目 8–7        | 西前頭9枚目 8–7             | 西前頭2枚目 0–11–4      | 東前頭14枚目 引退 5–9–0     |
| 各欄の数字は、「勝ち-負け-休場」を示す。 優勝 引退 休場 十両 幕下 三賞：敢=敢闘賞、殊=殊勲賞、技=技能賞 その他：★=金星 番付階級：幕内 - 十両 - 幕下 - 三段目 - 序二段 - 序ノ口 幕内序列：横綱 - 大関 - 関脇 - 小結 - 前頭（「#数字」は各位内の序列） |                         |                         |                         |                             |                         |                             |

## 合い口
- 元横綱・北の湖には1勝。
- 元横綱・千代の富士には9勝20敗(不戦敗1を含む)。最後の勝利は1990年5月場所で、決まり手は押し出し。
- 元横綱・隆の里には2勝1敗(不戦勝1を含む)。
- 元横綱・双羽黒には7勝9敗(不戦勝1を含む)。双羽黒の横綱在位中は3勝5敗(不戦勝1を含む)。
- 元横綱・北勝海には16勝16敗(不戦敗1を含む)。他に優勝決定戦で1勝1敗がある。北勝海の横綱在位中は9勝10敗。
- 元横綱・大乃国には16勝13敗。大関同士の対戦は2勝、大乃国の横綱昇進後は6勝7敗。
- 元横綱・旭富士には14勝21敗。他に優勝決定戦で1敗がある。大関同士の対戦は3勝14敗、旭富士の横綱昇進後は2勝4敗。
- 元横綱・曙には8勝9敗。大関同士の対戦は2敗、曙の横綱昇進後は1勝6敗。
- 元横綱・貴乃花には7勝15敗。大関同士の対戦は1勝3敗、貴乃花の横綱昇進後は5戦全敗。
- 元横綱・若乃花には8勝12敗(不戦勝1を含む)。大関同士の1敗、若乃花の横綱昇進前に小錦が引退したため、若乃花の横綱昇進後は対戦なし。
- 元横綱・武蔵丸には7勝8敗。武蔵丸の大関昇進前に小錦が大関陥落したため、大関同士の対戦はなし。
- 元大関・琴風には3勝2敗。
- 元大関・若嶋津には10勝2敗。
- 元大関・北天佑には13勝17敗。大関同士の対戦は9勝9敗。最後の勝利は1990年5月場所で、決まり手は寄り切り。
- 元大関・霧島には19勝19敗。他に優勝決定戦で1敗がある。大関同士の対戦は8勝4敗。
- 元大関・貴ノ浪には5勝10敗(不戦敗1を含む)。小錦が大関陥落後に貴ノ浪が大関に昇進したため、大関同士の対戦はなし。
- 元大関・武双山には1勝3敗。いずれも武双山の大関昇進前の対戦である。
- 元大関・魁皇には1勝2敗。いずれも魁皇の大関昇進前の対戦である。
- 元大関・栃東には3戦全敗。いずれも栃東の大関昇進前の対戦である。

## 幕内対戦成績
| 力士名   | 勝数 | 負数 | 力士名   | 勝数 | 負数 | 力士名     | 勝数 | 負数  | 力士名   | 勝数 | 負数   |
| -------- | ---- | ---- | -------- | ---- | ---- | ---------- | ---- | ----- | -------- | ---- | ------ |
| 蒼樹山   | 3    | 3    | 安芸乃島 | 10   | 25   | 安芸ノ州   | 1    | 0     | 曙       | 8    | 9      |
| 朝乃翔   | 2    | 3    | 朝乃若   | 7    | 5    | 旭富士     | 14   | 21*   | 旭豊     | 2    | 1      |
| 板井     | 10   | 2    | 恵那櫻   | 0    | 2    | 巨砲       | 8    | 3     | 大錦     | 3    | 2      |
| 大乃国   | 16   | 13   | 小城錦   | 2    | 6    | 小城ノ花   | 5    | 1     | 魁皇     | 1    | 2      |
| 魁輝     | 1    | 0    | 春日富士 | 6    | 1    | 巌雄       | 3    | 3     | 北勝鬨   | 7    | 4      |
| 北の湖   | 1    | 0    | 旭鷲山   | 0    | 3    | 旭道山     | 12   | 9(1)  | 鬼雷砲   | 6    | 3      |
| 霧島     | 19   | 19*  | 起利錦   | 4    | 0    | 麒麟児     | 8    | 2     | 久島海   | 11   | 4      |
| 蔵間     | 3    | 0    | 剣晃     | 3    | 3    | 高望山     | 7    | 0     | 港龍     | 1    | 0      |
| 五城楼   | 1    | 2    | 琴稲妻   | 6    | 8    | 琴ヶ梅     | 16   | 9     | 琴風     | 3    | 2      |
| 琴椿     | 1    | 0    | 琴錦     | 12   | 12   | 琴の若     | 6    | 7     | 琴富士   | 6    | 3(1)   |
| 琴別府   | 10   | 6    | 琴龍     | 4    | 1    | 逆鉾       | 18   | 8     | 佐田の海 | 2    | 3      |
| 敷島     | 2    | 3    | 陣岳     | 13   | 5(1) | 大至       | 8(1) | 6     | 太寿山   | 15   | 2      |
| 大翔鳳   | 6    | 8    | 大翔山   | 6    | 1    | 大善       | 1    | 1     | 大徹     | 4    | 0      |
| 大飛翔   | 2    | 0    | 貴闘力   | 12   | 12   | 隆の里     | 2(1) | 1     | 貴ノ浪   | 5    | 10(1)  |
| 貴乃花   | 7    | 15   | 孝乃富士 | 6    | 1    | 隆三杉     | 10   | 3     | 多賀竜   | 3    | 2      |
| 玉春日   | 3    | 0    | 玉龍     | 4    | 0    | 千代の富士 | 9    | 20(1) | 寺尾     | 26   | 10     |
| 出羽の花 | 8    | 4(1) | 闘竜     | 2    | 0    | 時津洋     | 4    | 3     | 土佐ノ海 | 1    | 2      |
| 栃東     | 0    | 3    | 栃司     | 6    | 3    | 栃剣       | 7    | 2     | 栃乃洋   | 2    | 0      |
| 栃乃和歌 | 21   | 14   | 巴富士   | 3    | 2    | 智ノ花     | 0    | 2     | 豊ノ海   | 5    | 3      |
| 浪之花   | 3    | 5    | 花乃湖   | 14   | 3    | 花ノ国     | 8    | 3     | 濱ノ嶋   | 9    | 4      |
| 肥後ノ海 | 7    | 2    | 飛騨乃花 | 1    | 0    | 藤ノ川     | 2    | 0     | 富士乃真 | 1    | 1      |
| 双羽黒   | 7(1) | 9    | 鳳凰     | 1    | 0    | 北天佑     | 13   | 17    | 北勝海   | 16*  | 16(1)* |
| 舞の海   | 5    | 7    | 舛田山   | 3    | 0    | 益荒雄     | 8    | 1     | 三杉里   | 18   | 9      |
| 湊富士   | 5    | 6    | 武蔵丸   | 7    | 8    | 武双山     | 1    | 3     | 大和     | 2    | 3      |
| 力櫻     | 2    | 2    | 両国     | 14   | 2    | 若嶋津     | 10   | 2     | 若翔洋   | 6(1) | 7      |
| 若瀬川   | 2    | 2    | 若乃花   | 8(1) | 12   | 若の富士   | 1    | 0     | 鷲羽山   | 0    | 1      |

- 他に優勝決定戦（巴戦は1990年3月場所）で北勝海に1勝1敗、霧島と旭富士に各1敗がある。

（カッコ内は勝敗数の中に占める不戦勝・不戦敗の数）

## ミュージシャンとしての活動
- 2000年3月にデビューアルバムの『KMS』を発表。このタイトルは「King Master of Sumo」から名づけられている。このアルバムではR&B・ヒップホップのスタイルに則っており、歌詞は全曲英語である。アメリカのクリーヴランドを本拠地とするラップグループ、ボーン・サグズン・ハーモニー（en:Bone Thugs n Harmony）のメンバー、レイジー・ボーン（Layzie Bone）を迎えた楽曲「リビン・ライク・キングス」、下町兄弟による楽曲「Sumo Gangsta」ではラップを披露している。

- 2002年3月に公開された映画『ドラえもん のび太とロボット王国』のエンディングテーマ「いっしょに歩こう〜Walking Into Sunshine〜」と挿入歌「ひとりじゃない〜I'll Be There〜」（こちらは「KONISHIKI with 新山千春」名義）を担当した。2002年7月にサザンオールスターズのベーシストの関口和之と共に「関口和之 featuring KONISHIKI」名義でマキシシングル『私の青空〜MY BLUE HEAVEN〜』を発売。スタンダード・ナンバーのカヴァーで、関口はウクレレを、KONISHIKIはヴォーカルを担当。また、2003年のアニメ『星のカービィ』の後期エンディングテーマに「カービィ☆ステップ!」が起用された。

- 2010年5月26日、小錦八十吉名義で『ドスコイ・ダンシング』を発売。曲自体は1985年頃の現役力士時代に作ったものであったが、相撲に専念するためお蔵入りになっていたという。

## テレビでの活動
NHK Eテレの小児向け教育番組『にほんごであそぼ』にも、『コニちゃん』の名で出演し、微笑ましい姿で子供たちから人気を博した。
『その時歴史が動いた』（2006年8月23日放送）では、故郷ハワイの英雄カラカウア王を演じた。

## その他の活動

### ドラマ
- リモート - ボブ加藤役
- 連続テレビ小説さくら - 文化祭の特別ゲストに呼ばれたハワイアン歌手役。ドラマ内でウクレレと歌を披露した。
- サプリ - 第一話（特別出演）

### 映画
- チェケラッチョ!! - アンディ・クラレンス役
- ワイルド・スピードX3 TOKYO DRIFT - 熊の刺青の男役
- ヤバい経済学

### ネットムービー
- 外人任侠伝〜東京事変 - 兄貴役[46]

### アニメ
- ドラえもん のび太とロボット王国 - コニック役[47]
- ドッとKONIちゃん（自身がキャラクターモデルとなったアニメ 2000年11月 - 2001年5月）

### 吹き替え
- X-ファイル ディプスロート役（スカパーフェクTV！版）

### ラジオ
- KONY ISLAND - FMヨコハマ
- KONISHIKI LEALEA SUNDAY - FM NACK5
- 全国こども電話相談室 - TBSラジオ

### テレビ
- ここがヘンだよ日本人 - TBS
- にほんごであそぼ - NHK Eテレ（2003年－）　コニちゃん役
- まるごと知りたい!AtoZ「癒やしのハワイAtoZ」（NHK BSプレミアム、2013年1月1日）
- サンデーモーニング(スポーツ御意見番) - TBS（2016年7月17日・11月20日）
- KONISHIKI えいご大陸 - CATV（DAM CHANNEL）

### CM
- CASIO - オフコン・パソコン（1985年）
- サントリー - ウィスキー（I-suki you-suki Whiskeyシリーズ、さまざまなボトルと軽快な歌でヒットCMに 1997年）
- アパマンショップ（1999年）[48]
- 日本中央競馬会（JRA） - ワイド馬券（2000年）
- 三洋電機 - 2000年頃、洗濯機や食器洗い乾燥機、オーディオ製品（MD-U4）などのCMに出演
- トヨタ自動車 - トヨタ・コルサ
- ダイハツ - ダイハツ・ムーヴ
- ツムラ - バスクリン
- DDI（現：KDDI） - 国際電話0078 相撲スタイルでもある（プッシュ、プッシュ）をCMで流していた。
- ユニデン
- ローソン
- セガ・エンタープライゼス - ドリームキャスト
- ソニー・コンピュータエンタテインメント - PlayStation 2・EyeToy
- 大鵬薬品工業 - チオビタドリンク（2014年夏〜）

### 著書
- 夢は土俵に - 六法出版社（名義・小錦八十吉、翻訳・徳原史郎、1992年3月1日発行 ISBN 978-4897702674）
- はだかの小錦 - 読売新聞社（名義・小錦八十吉、1998年1月1日発行 ISBN 978-4643980073）
- 今日も快晴 KONISHIKI日記 - 中央公論新社（名義・KONISHIKI、1999年8月1日発行 ISBN 978-4120029271）
- 裸百貫 - 講談社ヒューマンBooks（名義・KONISHIKI、2002年11月12日発行 ISBN 978-4062713511）
- みなみのしまからのおくりもの - ヒールザワールドインスティテュート（名義・KONISHIKI、2003年6月1日発行 ISBN 978-4891946876）
- KONISHIKI ＋ HuLa Hut ハワイアン・ダイニング - PARCO出版（名義・KONISHIKI、2004年6月24日発行 ISBN 978-4891946876）

#### 関連書籍
- 天晴れ小錦 - プライドが支えた5638日 - イーハトーヴ出版（著作・小室明、1997年12月1日発行 ISBN 978-4900779211）

## 株式会社KP所属タレント
- 小錦八十吉
- 武蔵丸
- 小錦千絵
- 火の竜
- 泉州山喜裕
- 攻勢力
- 戦闘竜
- 星誕期
- 赤星賢志
- タマ子